# 納殿
納殿（おさめどの）とは、金銀・衣装・調度品など各種の品物を納めて置く場所。後世における納戸の元となった。
宮中においては、累代の御物は宜陽殿、恒例の御物は蔵人所・綾綺殿、紙と屏風は仁寿殿を納殿としていたことが『西宮記』（巻8・所々事）に記されている他、春興殿も納殿として用いられていたことが『日本後紀』（承和4年12月辛卯（2日）条）及び『三代実録』（元慶8年2月21日条）によって知られる。これらは天皇の家政機関であった蔵人所の管理下にあり、同所の蔵人・雑色らが管理にあたった。また、後涼殿にも納殿があったとされている。
また、公卿などの貴人の邸宅や寺院にも同様の施設があり、『今鏡』には藤原師実や源雅実の邸宅の納殿が登場し、『吾妻鏡』（安貞元年6月17日条）にも将軍の御所に納殿が造営された記事が存在している。更に『源氏物語』「須磨」にも光源氏の邸宅の納殿が登場している。
室町時代頃より「納戸」という呼び名が代わりに用いられるようになった。